# Geron victolgae
Geron victolgae är en tvåvingeart som beskrevs av Zaitzev 2004. Geron victolgae ingår i släktet Geron och familjen svävflugor. Inga underarter finns listade i Catalogue of Life.